# Buffalo Springfield (álbum)
Buffalo Springfield es el primer álbum de estudio del grupo musical de folk rock Buffalo Springfield, publicado por Atco Records a finales de 1966. El álbum fue publicado tanto en formato monoaural como en estéreo, aunque tras la publicación del sencillo «For What It's Worth», Atco reeditó el álbum introduciendo la canción y eliminando el tema «Baby Don't Scold Me». 
En 1997, Atco remasterizó y reeditó Buffalo Springfield con dos versiones del mismo disco, primero las mezclas en mono y luego los temas con sonido estéreo.

## Lista de canciones
| Edición original |                                          |              |               |          |  |
| N.º              | Título                                   | Escritor(es) | Voz principal | Duración |  |
| 1.               | «Go and Say Goodbye»                     | Stills       | Stills        | 2:20     |  |
| 2.               | «Sit Down I Think I Love You»            | Stills       | Stills, Furay | 2:32     |  |
| 3.               | «Leave»                                  |              | Stills        | 2:42     |  |
| 4.               | «Nowadays Clancy Can't Even Sing»        | Young        | Furay         | 3:25     |  |
| 5.               | «Hot Dusty Roads»                        | Stills       | Stills        | 2:50     |  |
| 6.               | «Everybody's Wrong»                      | Stills       | Stills        | 2:23     |  |
| 7.               | «Flying on the Ground Is Wrong»          | Young        | Furay         | 2:40     |  |
| 8.               | «Burned»                                 | Young        | Young         | 2:16     |  |
| 9.               | «Do I Have to Come Right Out and Say It» | Young        | Furay         | 3:01     |  |
| 10.              | «Baby Don't Scold Me»                    | Stills       | Sills         | 3:04     |  |
| 11.              | «Out of My Mind»                         | Young        | Young         | 3:05     |  |
| 12.              | «Pay the Price»                          | Stills       | Stills        | 2:36     |  |

| Reedición (Atco 33-200A) |                                          |              |               |          |  |
| N.º                      | Título                                   | Escritor(es) | Voz principal | Duración |  |
| 1.                       | «For What It's Worth»                    | Stills       | Stills        | 2:37     |  |
| 2.                       | «Go and Say Goodbye»                     | Stills       | Stills        | 2:20     |  |
| 3.                       | «Sit Down I Think I Love You»            | Stills       | Stills, Furay | 2:32     |  |
| 4.                       | «Nowadays Clancy Can't Even Sing»        | Young        | Furay         | 3:25     |  |
| 5.                       | «Hot Dusty Roads»                        | Stills       | Stills        | 2:50     |  |
| 6.                       | «Everybody's Wrong»                      | Stills       | Stills        | 2:23     |  |
| 7.                       | «Flying on the Ground Is Wrong»          | Young        | Furay         | 2:40     |  |
| 8.                       | «Burned»                                 | Young        | Young         | 2:16     |  |
| 9.                       | «Do I Have to Come Right Out and Say It» | Young        | Furay         | 3:01     |  |
| 10.                      | «Leave»                                  |              | Stills        | 2:42     |  |
| 11.                      | «Out of My Mind»                         | Young        | Young         | 3:05     |  |
| 12.                      | «Pay the Price»                          | Stills       | Stills        | 2:36     |  |

## Personal
| Buffalo Springfield - Richie Furay: guitarra rítmica y voz - Dewey Martin: batería y coros - Bruce Palmer: bajo y coros - Stephen Stills: guitarra, teclados y voz - Neil Young: guitarra, piano, armónica y voz | Equipo técnico - Charles Greene: productor musical - Tom May, Doc Siegel, James Hilton, Stan Ross: ingeniero de sonido - Stephen Stills, Neil Young: remasterización - Tim Mulligan: masterización digital - Sandy Dvore: diseño - Henry Diltz, Ivan Nagy: fotografía |

## Posición en listas
| País           | Lista                | Mejor posición |
| -------------- | -------------------- | -------------- |
| Estados Unidos | Billboard Pop Albums | 80             |

| Año  | Sencillo                          | Lista                 | Mejor posición |
| ---- | --------------------------------- | --------------------- | -------------- |
| 1966 | «Nowadays Clancy Can't Even Sing» | Billboard Pop Singles | -              |
| 1966 | «Burned»                          | Billboard Pop Singles | -              |
| 1967 | «For What It's Worth»             | Billboard Pop Singles | 7              |